# Livro dos Feitos de Artaxes, Filho de Pabeco
O Karnamak-i-Artakhshatr-i-Papakan ou Kārnāmag-ī Ardaxšīr-ī Pābagān (em persa: کارنامهٔ اردشیر بابکان; romaniz.: Kārnāme-e Ardešīr-e bābakān; lit. "Feitos de Artaxes, filho de Pabeco") é um poema épico persa escrito por volta do século VI sobre a vida de Artaxes I (r. 226–241), fundador da dinastia sassânida. Foi escrito em Persa médio e contém a primeira referência escrita aceita como sendo do Chaturanga, antecessor conhecido do xadrez.